# Thomas Cup
La Thomas Cup, chiamata anche Campionato mondiale a squadre maschile, è la maggior competizione internazionale di badminton riservata a squadre nazionali maschili.
La prima edizione del torneo si è svolta nel 1949 e da allora di è svolta ogni tre anni fino al 1984. Dal 1984 la manifestazione è stata svolta ogni due anni ed è stata allineata nelle date e nelle sedi alla Uber Cup, la corrispondente manifestazione mondiale riservata alle squadre femminili.
Il torneo prende il nome da George Alan Thomas, ideatore e fondatore del torneo.

## Edizioni e podi
| Anno | Sede (città e nazione)   | Oro       | Argento       | Bronzo                  |
| ---- | ------------------------ | --------- | ------------- | ----------------------- |
| 1949 | Preston ( Inghilterra)   | Malaya    | Danimarca     |                         |
| 1952 | Singapore ( Singapore)   | Malaya    | Stati Uniti   |                         |
| 1955 | Singapore ( Singapore)   | Malaya    | Danimarca     |                         |
| 1958 | Singapore ( Singapore)   | Indonesia | Malaya        |                         |
| 1961 | Giacarta ( Indonesia)    | Indonesia | Thailandia    |                         |
| 1964 | Tokyo ( Giappone)        | Indonesia | Danimarca     |                         |
| 1967 | Giacarta ( Indonesia)    | Malaysia  | Indonesia     |                         |
| 1970 | Kuala Lumpur ( Malaysia) | Indonesia | Malaysia      |                         |
| 1973 | Giacarta ( Indonesia)    | Indonesia | Danimarca     |                         |
| 1976 | Bangkok ( Indonesia)     | Indonesia | Malaysia      |                         |
| 1979 | Giacarta ( Indonesia)    | Indonesia | Danimarca     |                         |
| 1982 | Londra ( Inghilterra)    | Cina      | Indonesia     |                         |
| 1984 | Kuala Lumpur ( Malaysia) | Indonesia | Cina          | Inghilterra             |
| 1986 | Giacarta ( Indonesia)    | Cina      | Indonesia     | Malaysia                |
| 1988 | Kuala Lumpur ( Malaysia) | Cina      | Malaysia      | Indonesia               |
| 1990 | Tokyo ( Giappone)        | Cina      | Malaysia      | Danimarca Indonesia     |
| 1992 | Kuala Lumpur ( Malaysia) | Malaysia  | Indonesia     | Cina Corea del Sud      |
| 1994 | Giacarta ( Indonesia)    | Indonesia | Malesia       | Corea del Sud Cina      |
| 1996 | Hong Kong                | Indonesia | Danimarca     | Cina Corea del Sud      |
| 1998 | Hong Kong ( Cina)        | Indonesia | Malaysia      | Danimarca Cina          |
| 2000 | Kuala Lumpur ( Malaysia) | Indonesia | Cina          | Corea del Sud Danimarca |
| 2002 | Canton ( Cina)           | Indonesia | Malaysia      | Danimarca Cina          |
| 2004 | Giacarta Indonesia       | Cina      | Danimarca     | Indonesia Corea del Sud |
| 2006 | Sendai-Tokyo ( Giappone) | Cina      | Danimarca     | Indonesia Malaysia      |
| 2008 | Giacarta ( Indonesia)    | Cina      | Corea del Sud | Malaysia Indonesia      |
| 2010 | Kuala Lumpur ( Malaysia) | Cina      | Indonesia     | Malaysia Giappone       |
| 2012 | Wuhan ( Cina)            | Cina      | Corea del Sud | Giappone Danimarca      |
| 2014 | New Delhi ( India)       | Giappone  | Malaysia      | Indonesia Cina          |
| 2016 | Kunshan ( Corea del Sud) | Danimarca | Indonesia     | Corea del Sud Malaysia  |
| 2018 | Bangkok ( Thailandia)    | Cina      | Giappone      | Indonesia Danimarca     |
| 2020 | Aarhus ( Danimarca)      | Indonesia | Cina          | Danimarca Giappone      |
| 2022 | Bangkok ( Thailandia)    | India     | Indonesia     | Danimarca Giappone      |

## Successi per nazione
Solo sei nazionali, ovvero Malaysia (ex Malaya), Indonesia, Cina, Giappone, Danimarca e India hanno vinto la Thomas Cup.
L'Indonesia ha conquistato il trofeo per 13 volte, di cui quattro consecutive dal 1970 al 1979 e cinque consecutive dal 1994 al 2002. La Cina ha ottenuto il titolo in 9 occasioni, di cui cinque consecutive dal 2004 al 2012.
Nel 2014 il Giappone è diventato il quarto Stato a vincere il trofeo. Due anni dopo la Danimarca è diventata la prima nazionale non-asiatica e la prima europea a vincere il titolo.
Nel 2022 l'india diviene la sesta nazionale a vincere la Thomas Cup.
| Squadra         | Numero di titoli                                                                      | Numero di volte finalista                                  |
| --------------- | ------------------------------------------------------------------------------------- | ---------------------------------------------------------- |
| Indonesia       | 13 (1958, 1961*, 1964, 1970, 1973*, 1976, 1979*, 1984, 1994*, 1996, 1998, 2000, 2002) | 7 (1967*, 1982, 1986*, 1992, 2010, 2016, 2022)             |
| Cina            | 10 (1982, 1986, 1988, 1990, 2004, 2006, 2008, 2010, 2012*, 2018)                      | 3 (1984, 2000, 2020)                                       |
| Malaysia/Malaya | 5 (1949, 1952, 1955, 1967, 1992*)                                                     | 9 (1958, 1970*, 1976, 1988*, 1990, 1994, 1998, 2002, 2014) |
| Danimarca       | 1 (2016)                                                                              | 8 (1949, 1955, 1964, 1973, 1979, 1996, 2004, 2006)         |
| Giappone        | 1 (2014)                                                                              | 1 (2018)                                                   |
| India           | 1 (2022)                                                                              |                                                            |
| Corea del Sud   |                                                                                       | 2 (2008, 2012)                                             |
| Stati Uniti     |                                                                                       | 1 (1952)                                                   |
| Thailandia      |                                                                                       | 1 (1961)                                                   |

* = anche Paese ospitante

## Partecipazioni
La nazionale che ha preso parte al maggior numero di edizioni del torneo è la Danimarca, presenti 32 volte. Essa è seguita da Indonesia e Malaysia (29), Cina (21), Corea del Sud (20),  Giappone (16), Inghilterra e Thailandia (15), India (13), Germania (11), Stati Uniti e Svezia (10).